# Thomas Braun (General)
Thomas Braun ist ein Brigadegeneral der Luftwaffe der Bundeswehr. In seiner aktuellen Verwendung ist er seit April 2025 Director Training Development Division NATO Mission Iraq.

## Militärischer Werdegang
Braun trat im Juli 1996 in die Bundeswehr als Offizieranwärter in die Bundeswehr ein und absolvierte die Offizierausbildung an der Offizierschule der Luftwaffe. Von Oktober 1997 bis Dezember 2000 studierte er Erziehungswissenschaften an der Helmut-Schmidt-Universität in Hamburg. Seine erste Truppenverwendung erfolgte nach vorangegangener Ausbildung als Zugführer in der 2./Luftwaffenausbildungsregiment 1 ab Juli 2001. Im Anschluss wurde er im Oktober 2003 Presseoffizier im Luftwaffenamt. Ab Januar 2006 wurde Braun zunächst S3-Offizier im Objektschutzbataillon der Luftwaffe, ehe er im Juli 2006 Staffelchef im neuformierten Objektschutzregiment der Luftwaffe wurde. Daran schloss sich ab Mai 2008 eine Verwendung als Inspektionschef an der Unteroffizierschule der Luftwaffe an.
Ab Juli 2009 besuchte Braun den 6. streitkräftegemeinsamen LGAN an der Führungsakademie der Bundeswehr. Nach Abschluss dieser Ausbildung erfolgte ab Oktober 2011 eine Verwendung an der Führungsakademie im Fachbereich Sicherheitspolitik und Strategie. Ab März 2012 wurde Braun als Sachbearbeiter beim Deutschen Militärischen Vertreter im NATO-Militärausschuss eingesetzt, ehe er erneut an der Führungsakademie, im Fachbereich Luftwaffe, eingesetzt wurde. Von Mai 2014 bis Juni 2015 absolvierte Braun ein Postgraduales Studium der Politikwissenschaft an der US Naval Postgraduate School in Monterey. Es folgten zwei ministerielle Verwendungen, erst als Länderreferent in der Abteilung Politik ab Juli 2015 und anschließend als Stabsoffizier beim Abteilungsleiter Politik im BMVg ab Oktober 2017. Im August 2018 wurde Braun Kommandeur der Fliegerhorstgruppe des Taktischen Luftwaffengeschwaders 33. Ab August 2020 nahm Braun an einem Lehrgang am NATO Defence College in Rom teil, ehe er im Februar 2021 als Referatsleiter im BMVg, Abteilung Politik wurde. Im Mai 2022 wurde er Verbindungsoffizier des Bundesministeriums der Verteidigung beim Bundespräsidenten, bevor er im April 2025, zum Director Training Development Division NATO Mission Iraq ernannt wurde.

### Auslandseinsätze
- Amber Fox
- UNMISS

### Auszeichnungen
- Ehrenkreuz der Bundeswehr in Gold
- Ehrenkreuz der Bundeswehr in Bronze
- Air Force Commendation Medal
- Orden de Isabel la Católica, Stufe Komtur
- Verdienstorden der Italienischen Republik, Stufe Komtur